# Alphonsea tsangyuanensis
Alphonsea tsangyuanensis är en kirimojaväxtart som beskrevs av Ping Tao Li. Alphonsea tsangyuanensis ingår i släktet Alphonsea och familjen kirimojaväxter. IUCN kategoriserar arten globalt som starkt hotad. Inga underarter finns listade i Catalogue of Life.